# Dějiny techniky

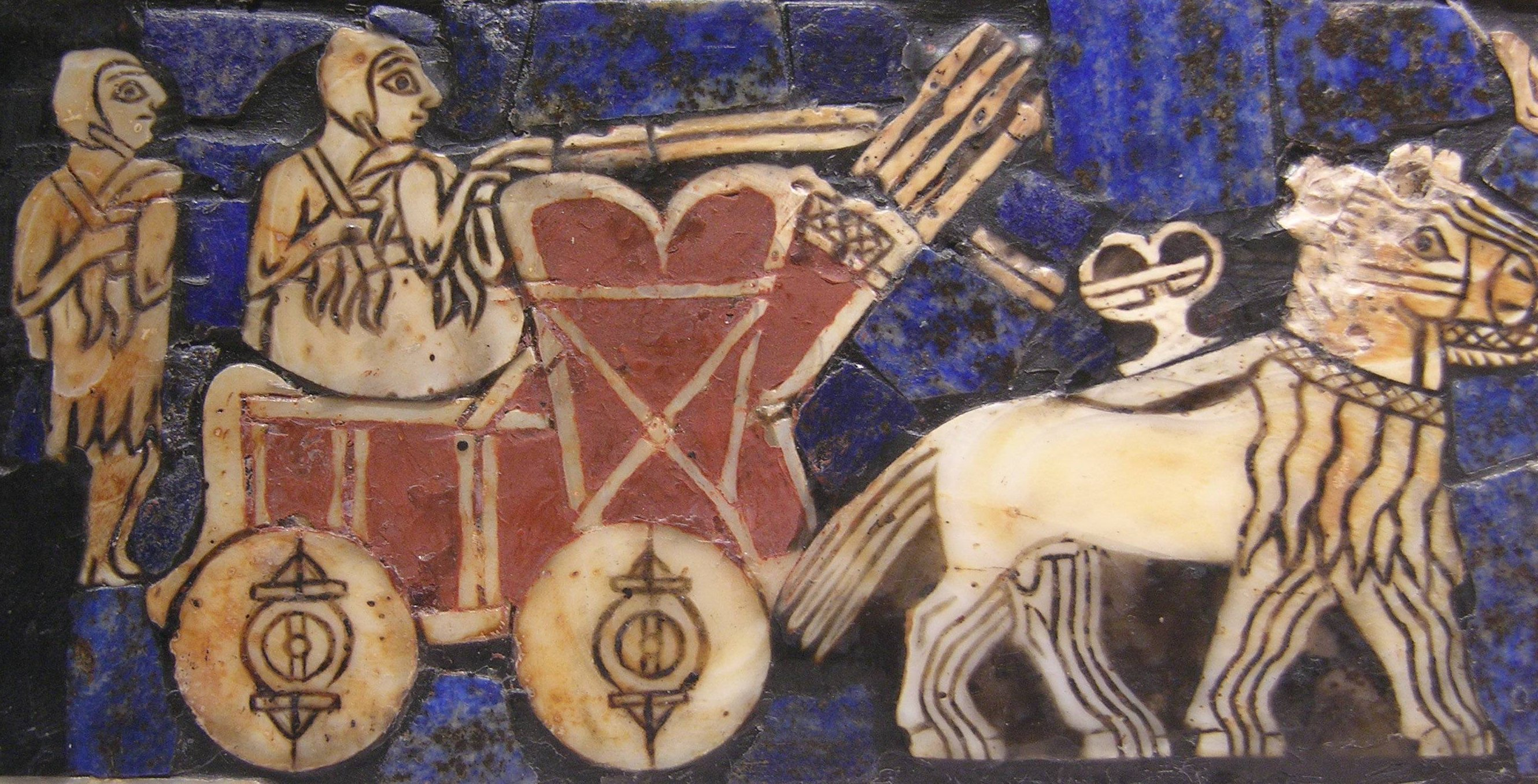
Kolo, které bylo vynalezeno ještě před 4. tisíciletím před naším letopočtem, je jednou z nejrozšířenějších a nejdůležitějších technologií. Vyobrazen sumerský válečný vůz z roku kolem 2500 př. n. l.

Dějiny techniky jsou dějinami vynálezů a šíření různých nástrojů, postupů a technik. Dějiny techniky zahrnují vše od jednoduchých kamenných nástrojů až k blockchainu, virtuální realitě a podobně.
Nové znalosti umožnily lidstvu vytvářet nové vědecké nástroje, pomocí kterých můžeme přírodu studovat podrobněji než naše přirozené smysly dovolit. Dějiny techniky jsou proto úzce spjaty s dějinami vědy. Nová technika nám umožňuje také lépe využívat přírodní zdroje, a proto jsou dějiny techniky také spjaty s hospodářskými dějinami.

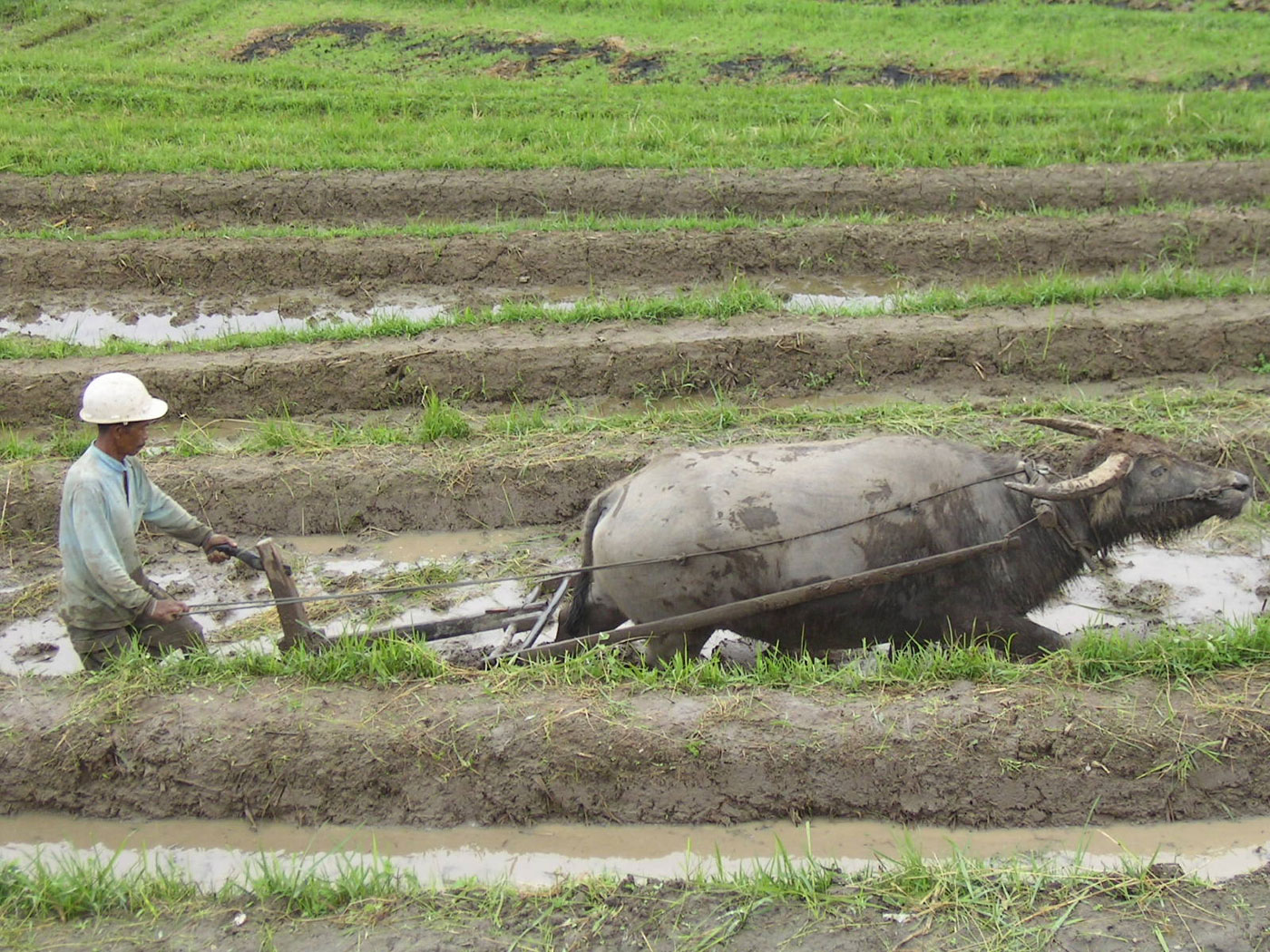
Zemědělství předchází v dějinách techniky písmo.

## Pravěk

### Paleolit

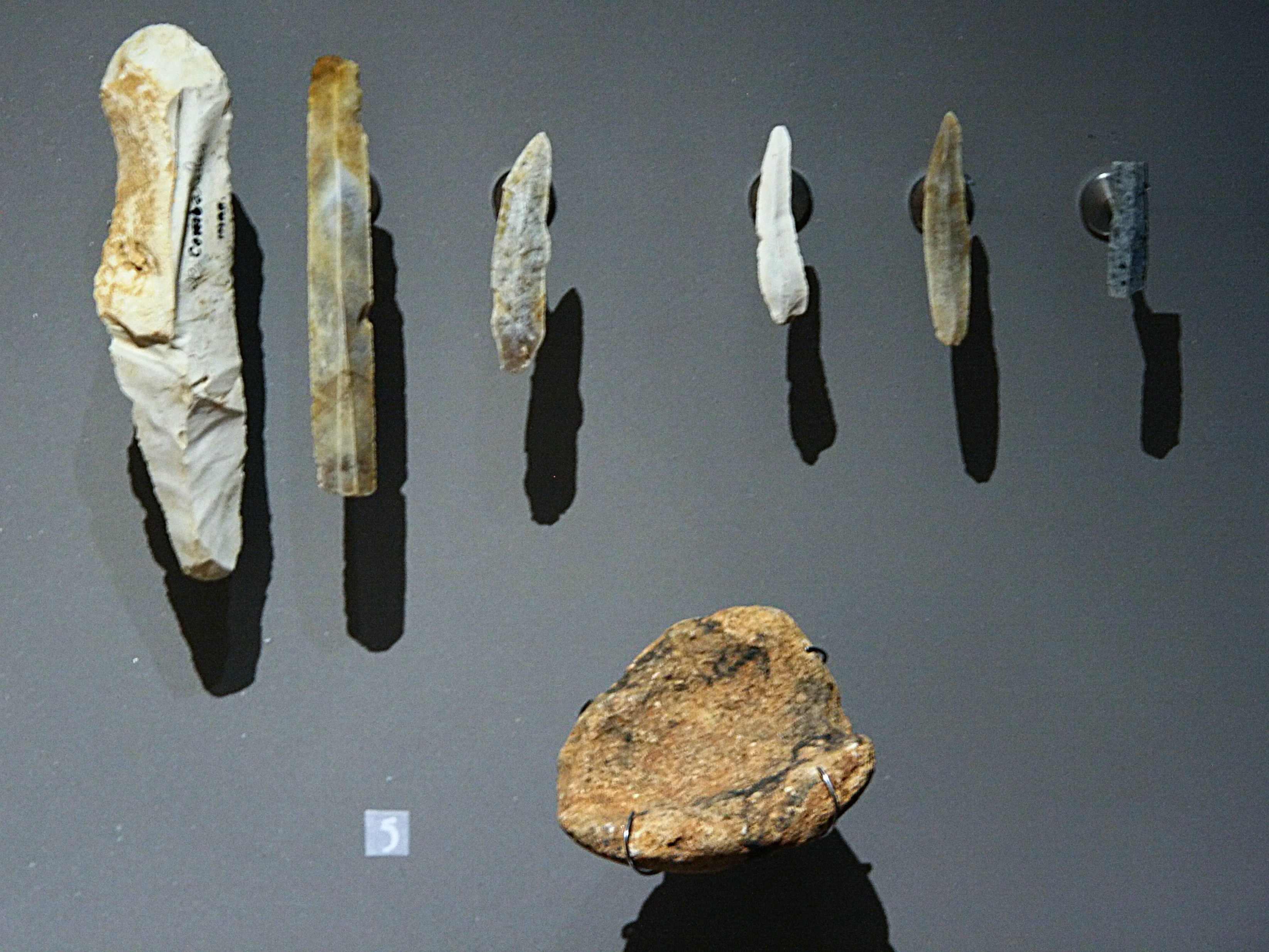
Různé kamenné nástroje

Během většiny paleolitu - převážné části doby kamenné - žili všichni lidé způsobem, jehož součástí byly jen omezené nástroje a několik stálých sídel. První technické výdobytky byly spojeny s přežitím, lovem a přípravou jídla: kamenné nástroje a zbraně, oheň a oděvy.
Předkové lidí používali kámen a další nástroje již dlouho před vznikem Homo sapiens přibližně před 200 000 lety. Nejstarší metody výroby kamenných nástrojů, známé jako oldovanská kultura sahají přinejmenším do doby před 2,3 miliony let. Další z nejranějších přímých důkazů o použití nástrojů byly nalezeny v Etiopii ve Velkém příkopovém údolí a sahají až k době před 2,5 miliony let.
Při výrobě kamenného nástroje bylo jádro tvrdého kamene se specifickými odlupujícími se vlastnostmi (například pazourek) zasaženo kamenem, který sloužil jako kladivo. Toto odlupování vytvářelo ostré hrany, které mohly být použity jako nástroje, zejména ve formě vrtáků nebo škrabek. Tyto nástroje pomáhaly prvním lidem provádět různé úkoly, včetně porážení zvířat (a lámání kostí, aby se dostali do kostní dřeně ), štípání dřeva, otevírání ořechů, stahování zvířat z kůže nebo i formování dalších nástrojů z měkčích materiálů, jako jsou kosti a dřevo.
Nejstarší kamenné nástroje byly v podstatě jen oštípanými kameny. V acheuliánské éře, která začala přibližně před 1,65 miliony let, se objevily způsoby zpracování těchto kamenů do konkrétních tvarů, jako jsou pěstní klíny. Tato raná doba kamenná je popisována jako nejstarší paleolit .
Ve středním paleolitu, přibližně před 300 000 lety, došlo k zavedení techniky, kdy z jednoho jádrového kamene bylo odlamováno více čepelí. V mladém paleolitu, který začal přibližně před 40 000 lety, se začala používat technika odštipování pod tlakem, kdy byl kámen jemněji tvarován pomocí razidla ze dřeva, kostí nebo parohu.
Konec poslední doby ledové asi před 10 000 lety je považován za konečný bod mladého paleolitu a začátek pozdního paleolitu / mezolitu. Novou technikou v mezolitu bylo použití mikrolitů v nástrojích skládaných z kamene a ze dřeva, kostí nebo paroží.

### Neolit
Pozdější doba kamenná, během níž byly vyvinuty základy zemědělské technologie, se nazývá neolitické období. Během tohoto období se nástroje z kamene vyráběly z různých tvrdých hornin, jako je pazourek, nefrit, jadeit a břidlice. Cenné horniny se získávaly převážně těžbou v lomech, ale později byly dolovány v tunelech pod zemí, což představovalo první kroky ve vývoji důlní techniky. Kamenné sekery se používaly k vyklizování lesů a při pěstování plodin a byly tak účinné, že se nadále využívaly i po objevu bronzu a železa. Kromě kamenných seker se používaly také jiné kamenné nástroje, jako jsou hroty střel, nože nebo škrabky a samozřejmě i nástroje z organických materiálů, jako je dřevo, kosti nebo parohy.
Kultury doby kamenné tvořily hudbu, zapojovaly se do organizovaného válečnictví a byly schopni vytvářet čluny, které obstály i při plavbě v oceánu, což například vedlo k migraci v rámci malajské souostroví, přes Indický oceán na Madagaskar nebo také mezi ostrovy v Tichém oceánu, což vyžadovalo znalost oceánských proudů, povětrnostních vzorů, plachtění a hvězdné navigace .
Ačkoli paleolitické kultury nezanechaly žádné písemné záznamy, posun od kočovného života k osídlení a zemědělství lze odvodit z řady archeologických nálezů. Mezi ně patří starověké nástroje, jeskynní malby a další prehistorické umění, jako například Věstonická venuše. Přímé důkazy poskytují také lidské ostatky, a to jak zkoumáním kostí, tak studiem mumií.

## Starověk

### Doba měděná a bronzová

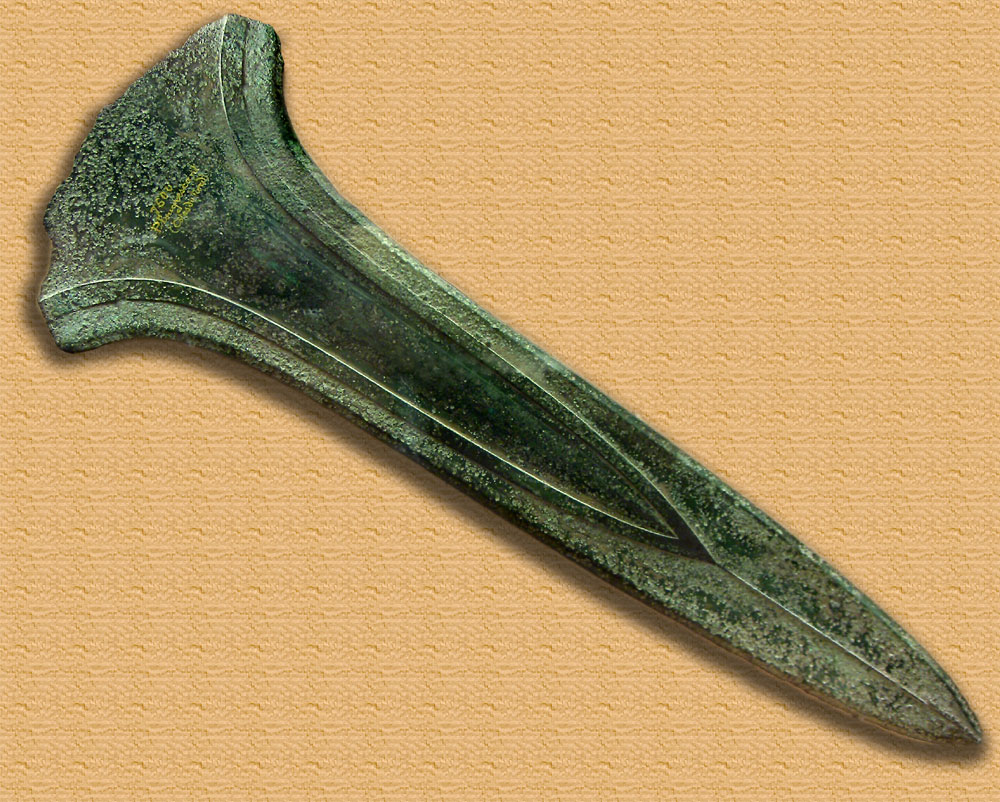
Meč nebo dýka z pozdní doby bronzové

Kovová měď se vyskytuje na povrchu zvětralých ložisek měděné rudy a měď se používala dříve, než bylo známo tavení rudy. Předpokládá se, že k tavení mědi začalo docházet až poté, co technika hrnčířských pecí umožňovala dosáhování dostatečně vysoké teploty. Koncentrace různých prvků, jako je arzen, se zvyšuje s hloubkou ložisek měděné rudy a tavením těchto rud, čímž se dá získat arzenický bronz, který lze dostatečně tvrdě zpracovat, aby byl vhodný pro výrobu nástrojů. Bronz je slitina mědi s cínem a cín je k nalezení v relativně malém množství ložisek na celém světě. To způsobilo, že trvalo dlouhou dobu, než se rozšířil pravý cínový bronz. Bronz byl velkým pokrokem oproti kameni jako materiálu pro výrobu nástrojů, a to jak kvůli jeho mechanickým vlastnostem, jako je pevnost a tažnost, tak i proto, že jej bylo možné odlévat do forem a vyrábět složitě tvarované předměty.
Bronz také výrazně posunul technologii stavby lodí díky lepším nástrojům a bronzovým hřebíkům. Bronzové hřebíky nahradily starou metodu připevňování desek lodního trupu šňůrou protkanou vyvrtanými otvory. Lepší lodě umožnily dálkový obchod a postup civilizace. Tato technika se zřejmě poprvé objevila v oblasti úrodného půlměsíce a odtud se časem rozšířila.
Je nutné zmínit, že třídobá periodizace pravěkých dějin nepopisuje příliš dobře technický vývoj skupin mimo Eurasii a vůbec se nevztahuje na některé izolované populace, jako jsou Spinifexové (kmen austrálců), Sentinelci a různé amazonské kmeny, které stále využívají technologie doby kamenné a nevyvinuli zemědělskou výrobu ani kovovýrobu.

### Doba železná

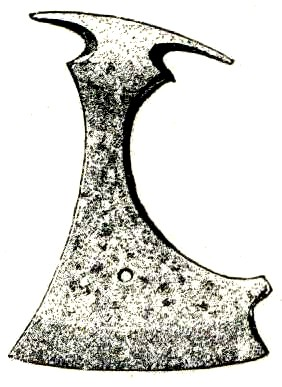
Čepel sekery ze železa, pocházející ze švédské doby železné

Před vyvinutím tavení železa bylo jediné železo získáváno z meteoritů a je obvykle identifikováno podle obsahu niklu. Meteorické železo bylo vzácné a cenné, ale někdy se z něj vyráběly i například háčky na ryby.
Doba železná začala objevením techniky tavení železa. Železo nahradilo bronz a umožnilo vyrábět nástroje, které byly silnější, lehčí a levnější než bronzové ekvivalenty. Suroviny na výrobu železa, jako je ruda a vápenec, jsou mnohem hojnější než měděné a zejména cínové rudy. V důsledku toho se železo vyrábělo v mnoha oblastech.
Kvůli neschopnosti dosažení vysokých teplot nebylo možné hromadně vyrábět ocel nebo čisté železo. Pece mohly dosáhnout teploty tání, ale tavicí kelímky a formy potřebné pro tavení a odlévání ještě nebyly vyvinuty. Ocel bylo možné vyrábět pracným kováním železa vytaženého z tavicí pece, aby se trochu kontrolovatelně snížil obsah uhlíku, ale ocel vyrobená touto metodou nebyla homogenní.
V mnoha euroasijských kulturách byla doba železná posledním významným krokem před rozvojem psaného jazyka, i když tomu tak nebylo vždy.
V Evropě byla stavěna velká hradiště buď jako útočiště v době války, nebo někdy jako trvalé osady. V některých případech byla rozšířena stávající hradiště z doby bronzové. Tempo odlesňování půdy pomocí efektivnějších železných seker se zvýšilo a poskytlo více zemědělské půdy na podporu rostoucí populace.

### Mezopotámie
V Mezopotámii (zhruba území dnešního Iráku) žijící národy (Sumerové, Akkadijci, Asyřané a Babyloňané) žili ve městech zhruba od doby 4000 let př. n. l. a vyvinuli sofistikovanou architekturu z bahenních cihel a kamene včetně použití pravé klenby. Babylonské zdi byly tak mohutné, že byly citovány jako jeden ze sedmi divů starověkého světa. Vyvinuli rozsáhlé vodní systémy, kanály pro dopravu a zavlažování na pravidelně zaplavovaném jihu a záchytné systémy táhnoucí se desítky kilometrů na kopcovitém severu. Jejich paláce měly propracované odvodňovací systémy.
Psaní bylo vynalezeno v Mezopotámii pomocí klínového písma. Zachovalo se mnoho záznamů na hliněných tabulích a kamenných nápisech. Tyto civilizace si brzy osvojily techniku zpracování bronzu, který používaly pro nástroje, zbraně a monumentální sochy. Už kolem roku 1200 před naším letopočtem byly schopni odlévat z bronzu předměty dlouhé 5 m vkuse.
Několik z prvních jednoduchých strojů bylo vynalezeno v Mezopotámii. Mezopotámcům je přičítán vynález kola. Mechanismus kola na hřídeli se poprvé objevil u hrnčířského kruhu, který byl vynalezen v Mezopotámii během 5. tisíciletí před naším letopočtem. To vedlo k vynálezu kolového vozidla v Mezopotámii na počátku 4. tisíciletí před naším letopočtem. Vyobrazení kolových vozů nalezených na piktogramech na hliněných tabulkách v okrese Eanna v Uruku jsou datována mezi lety 3700 až 3500 před naším letopočtem. Páka byla použita v zařízení na zvedání vody, prvním jeřábovém stroji, který se objevil v Mezopotámii kolem roku 3000 před naším letopočtem a poté ve starém Egyptě kolem roku 2000 př. n. l. Nejstarší důkazy o kladkách pocházejí z Mezopotámie na počátku 2. tisíciletí před naším letopočtem.
Šroub, další z jednoduchých strojů se poprvé objevil v Mezopotámii během existence Novoasyské říše (911-609 př. n. l.). Asyrský král Sennacherib (704–681 př. n. l.) tvrdí, že vynalezl automatické stavidla a že jako první použil vodní šroubová čerpadla do hmotnosti 30 tun, která byla odlévána pomocí dvoudílných hliněných forem spíše než metodou ztraceného vosku. Jerwanský akvadukt (kolem 688 př. n. l.) je vyroben s kamennými oblouky a obložen vodotěsným betonem.
Babylónské astronomické deníky byly psány po 800 let. Umožnily pečlivým astronomům vykreslit pohyby planet a předpovídat zatmění.

Schéma vodního kola s vrchním přívodem vody

Nejstarší důkazy o existenci vodních kol a vodních mlýnů pocházejí ze starověkého Blízkého východu ve 4. století př. n. l. konkrétně v Perské říši před rokem 350 př. n. l., v oblastech Mezopotámie a Persie. Toto nové využití vodní energie představovalo první hnací sílu vytvořenou člověkem, která se nespoléhala na sílu svalů kromě plachty.

### Egypt
Egypťané, známí stavěním pyramid několik století před vytvořením moderních nástrojů, vynalezli a používali mnoho jednoduchých strojů jako je šikmá rampa využívaná při stavebních pracích. Historici a archeologové našli důkazy o tom, že pyramidy byly postaveny pomocí tří takzvaných jednoduchých strojů. Těmito stroji jsou nakloněná rovina, klín a páka, které starým Egypťanům umožnily přesunout miliony vápencových bloků, které každý vážil přibližně 3,5 tuny, aby vytvořily struktury, jako je Velká pyramida v Gíze, která je 146,7 metrů vysoká.
Vyrobili také psací látku z papyru. Papyrus je rostlina (Cyperus papyrus), která v dávných dobách rostla v hojném množství v egyptské deltě a v údolí řeky Nil. Papyrus byl sklizen a dopraven do zpracovatelských center, kde byl nakrájen na tenké proužky. Pásy pak byly položeny vedle sebe svisle, poté pokryty rostlinnou pryskyřicí a poté byla položena druhá vrstva pásů vodorovně. Obě vrstvy byly poté stlačena k sobě, dokud list papyru neuschl. Listy papyru byly poté napojovány na sebe, aby vytvořily roli, a později byly použity pro psaní.
Egyptská civilizace byla podle Hossama Elanzeeryho první civilizací, která použila časomíry, jako jsou sluneční hodiny, stínové hodiny a obelisky, a úspěšně využila své znalosti astronomie k vytvoření modelu kalendáře, který se ve světě dodnes dodnes používá. Vyvinuli techniku stavby lodí, od lodí z papyrusového rákosí k lodím z cedrového dřeva a zároveň byla egyptská civilizace průkopníkem v používání lanových vazníků a kormidel na dříku. Egypťané také využili své znalosti anatomie k položení základu mnoha moderních lékařských technik a položení základů rané neurovědy. Jejich matematické schopnosti jsou prokázány mimo jiné také stavbami pyramid.
Staří Egypťané také vynalezli řadu technik v potravinářství, které se staly základem dnešních technologických postupů. Na základě maleb a reliéfů nalezených v hrobkách i archeologických artefaktů se vědci domnívají, že staří Egypťané zavedli systematické zemědělské postupy zabývající se zpracováním obilovin, vařením piva, pečením chleba, zpracováváním masa, vinařstvím. Dále cíleně pěstovali koření a ochucovadla.

### Indie
Harappská kultura, která existovala v oblasti řeky Indus, v oblasti bohaté na zdroje, je pozoruhodná svým plánováním měst, systémy kanalizací a zásobování vodou. Stavba a architektura v údolí Indus, zvaná „Vástu šástra“, naznačuje důkladné pochopení základního materiálového inženýrství, hydrologie a sanitace.

### Čína
Číňané učinili řadu objevů jako první. Mezi hlavní technické příspěvky z Číny patří zápalky, papír, litina, vodou poháněné vysoké pece, železný pluh, kompas, kormidlo, kuše nebo střelný prach a později také vynálezy jako jsou padák, seismologické detektory, dvojčinné pístové čerpadlo, víceřádkový secí stroj nebo rotor vrtulníku. Čína také vyvinula hluboké vrtání studní, které používaly k extrakci solanky pro výrobu soli. Některé z těchto vrtů, které byly hluboké až 900 metrů, produkovaly zemní plyn, který se používal k odpařování solného roztoku.
Mezi další čínské objevy a vynálezy ze středověku patří deskotisk, skládaný tisk, fosforeskující barva, řetězový pohon a krokový mechanismus hodinového stroje. Raketa na tuhá paliva byla vynalezena v Číně asi 1150, téměř 200 let po vynálezu střelného prachu (který fungoval jako palivo rakety). Desetiletí před začátkem evropských zámořských objevů vyslali čínští císaři dynastie Ming své vlastní objevitelské flotily na námořní plavby, z nichž některé dosáhly pobřeží Afriky.

### Helénistické středomoří
Helénistické období středomořských dějin začalo ve 4. století před naším letopočtem tažením Alexandra Velikého, které vedly ke vzniku helénistické civilizace představující spojení řeckých a blízkovýchodních kultur ve východním středomoří, včetně Balkánu, Levanty a Egypta. S ptolemaiovským Egyptem jako jeho intelektuálním centrem a řečtinou jako jejím hlavním jazykem, zahrnovala helénistická civilizace řecké, egyptské, židovské, perské a fénické učence a inženýry, kteří psali v řečtině.
V helénistickém období došlo k výraznému technickému pokroku, který byl podpořen rozvojem mechanistické filozofie a založením alexandrijské knihovny a jejím úzkým spojením s přilehlým alexandrijským muzeem . Na rozdíl od typicky anonymních vynálezců dřívějších dob se dochovala jména helénistických vynálezců jako byl Archimedes, Filón z Byzance, Heron, Ktesibios nebo Archytas.
Způsoby zavlažování byly vylepšeny díky novým zařízením, jako byly například vertikální vodní kolo, vodní turbína, Archimédův šroub, kbelíkový výtah, pístové čerpadlo, vývěva a docela pravděpodobně také řetězové čerpadlo.
V hudbě představovaly vodní varhany vynalezené Ktesibiem nejstarší příklad klávesového nástroje. V oblasti měření času byly novinkou vodní hodiny a jejich mechanizace pomocí číselníku a ukazatele. K novinkám ve strojírenství patřil pravoúhlý převod pomocí ozubeného kola, který by se stal zvláště důležitým pro provoz mechanických zařízení. Helénističtí inženýři také vymysleli různá samočinná zařízení, jako jsou zavěšené nádobky na inkoust, automatické umyvadlo a dveře. Ty sloužily především jako hračky, i přesto však obsahovaly nové užitečné mechanismy, jako je vačka nebo kardanův závěs. Mechanismus z Antikythéry (jakýsi analogový počítač pracující s diferenciálním převodem) a astroláb dokazují velký pokrok v tehdejší astronomické vědě.
K dalším starověkým řeckým inovacím patří katapult a kuše gastrafetes ve válečnictví, duté odlitévání bronzu v metalurgii, dioptra v geodézii, posuvné měřidlo v metrologii, točité schodiště v architektuře, sprchy nebo ústřední topení. V dopravě došlo k velkému pokroku díky vynálezu navijáku, počítadla vzdálenosti a majáku. Doklady logistické úrovně jsou také stavby jako tunel Eupalinos vyhloubený z obou konců díky vědeckým výpočtům a dřevěná kolejová dráha Diolkos.

### Římská říše

Pont du Gard ve Francii, příklad římského akvaduktu

Římská říše expandovala z Itálie do celého středomořského regionu mezi 1. stoletím př. n. l. a 1. stol. n. l. Mezi nejpokročilejší a ekonomicky nejproduktivnější provincie mimo Itálii patřily východní římské provincie na Balkáně, Malá Asie, Egypt a Levanta, přičemž nejbohatší římskou provincií mimo Itálii byl zejména římský Egypt.
Římská říše dále rozvinula systémy zemědělství, zpracování železa a kamenictví. Významných pokroků dosáhla ve stavbě římských silnic, jejichž kvalita byla překonána až v 19. století. Římané dále rozvíjeli vojenské inženýrství, stavitelství, předení a tkaní a také řadu strojů, jako např. galský žací stroj, který pomohl zvýšit produktivitu v mnoha odvětvích římské ekonomiky. Římští inženýři byli první, kdo ve své říši ve velkém měřítku stavěli monumentální oblouky, amfiteátry, akvadukty, veřejné lázně, pravé obloukové mosty, nádrže a přehrady, klenby a kopule. Další pozoruhodné římské vynálezy zahrnují kodexy místo svitků, foukání skla a beton. Protože se Řím nacházel na vulkanickém poloostrově s pískem, který obsahoval vhodná krystalická zrna, byl beton, který Římané vyráběli, obzvláště odolný. Některé z jejich budov stojí přes 2000 let až do současnosti.
V římském Egyptě byl vynálezce Herón Alexandrijský prvním, kdo experimentoval s větrem poháněným mechanickým zařízením a dokonce vytvořil nejstarší zařízení s parním pohonem, tzv. aeolipile. Jeho vynálezy však byly spíše hračkami než stroji s praktickým využitím.

### Inkové, Mayové a Aztékové

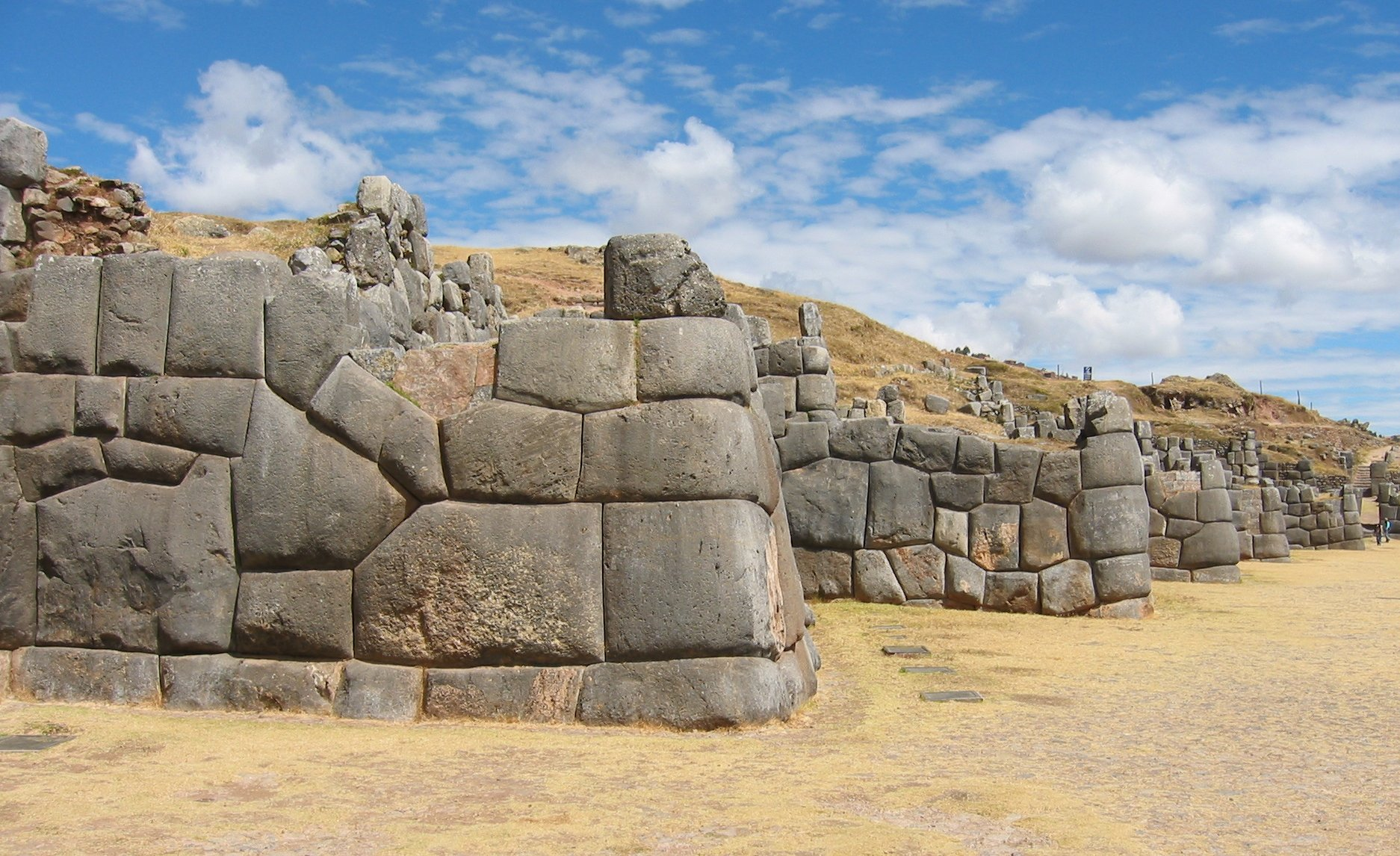
Zdi v Sacsayhuamánu

Technické dovednosti v Inků a Mayů byly velmi dobré i ve srovnání s dnešními standardy. Příkladem jejich výjimečného inženýrského umu jsou kamenné články zdiva vážící více než jednu tunu, které spolu lícují natolik dobře, že se do mezer mezi nimi nevejde ani čepel. Incké vesnice používaly zavlažovací kanály a odvodňovací systémy, díky nimž bylo jejich zemědělství velmi efektivní. Přestože někteří přisuzují Inkům prvenství vynálezu hydroponie, jejich zemědělství bylo přes svou pokročilost stále založeno na půdě.
Mayská civilizace nevyužívala při svých stavebních projektech metalurgii nebo kolo, vyvinula ovšem složité psací a astronomické systémy a vytvořila krásná sochařská díla z kamene a pazourku. Stejně jako Inkové, také Mayové ovládali poměrně pokročilou zemědělskou a stavební technologii. Mayové jsou také tvůrci prvního tlakovodního systému ve Střední Americe, který se nachází v mayské lokalitě Palenque.
Hlavním přínosem aztécké civilizace byl systém komunikace mezi dobytými městy a rozšíření techniky získávání zemědělské půdy pomocí umělých ostrovů, zvaných chinampas. Ve Střední Americe, postrádající tažná zvířata (a tím pádem i kolová vozidla), byly silnice navrženy pro cestování pěšky, stejně jako v civilizaci Inků a Mayů. Aztékové, podobně jako dříve Mayové, převzali mnoho technických výdobytků po svých předchůdcích Olmécích.

## Středověk
Jedním z nejvýznamnějších vývojů doby středověku byl rozvoj ekonomik, kde vodní a větrná energie hrála významnější roli než fyzická síla zvířat a lidí. :s.38 Většina vodní a větrné energie byla použita k mletí obilí. Vodní energie se také používala k foukání vzduchu ve vysoké peci, rozmělňování hadrů na výrobu papíru a plstění vlny.

### Islámský svět
Islámské chalífáty se spojily obchodně velké oblasti, které dříve obchodovaly jen málo, včetně Středního východu, severní Afriky, střední Asie, Pyrenejského poloostrova a částí indického subkontinentu . Vědu a techniku předchozích říší v těchto oblastech (včetně mezopotámské, egyptské, perské, helénistické a římské říše) zdědil islámský svět, kde arabština nahradila syrštinu, perštinu a řečtinu jako nová lingua franca. Během islámského zlatého věku (8. – 16. století) došlo v této oblasti k významnému pokroku.
Během období od 8. do 13. století došlo v islámské oblasti Starého světa k arabské zemědělské revoluci. Ekonomika poháněná arabskými a dalšími muslimskými obchodníky umožnila šíření mnoha plodin a zemědělských technik po celém islámském světě, a také přizpůsobování plodin a technik z okolních oblastí. Pokroku bylo dosaženo v chovu zvířat, zavlažování a zemědělství pomocí nových technických zařízení, jakým byl kupříkladu větrný mlýn. Tyto změny způsobily, že zemědělství bylo mnohem produktivnější, podporovalo populační růst, urbanizaci a zvýšenou stratifikaci společnosti.
Muslimští inženýři široce využívali vodní energii, spolu s raným využíváním přílivové, větrné energie, fosilních paliv, jako je ropa, a velkých továrních komplexů (arabsky tiraz). V islámském světě fungovaly průmyslové mlýny včetně valchovacích mlýnů, šrotovacích mlýnů, mlýny pro vymlacování rýže, pily, plovoucí mlýny, bucharové mlýny, ocelárny a přílivové mlýny . Do 11. století fungovaly takovéto mlýny v každé oblasti islámského světa. Muslimští inženýři také zaměstnávali vodní turbíny a převody v mlýnech a ve strojích na zvedání vody a využívaly přehrady jako zdroje vodní energie. Mnoho z těchto technologií bylo přeneseno do středověké Evropy.
Větrem poháněné stroje používané k mletí obilí a čerpání vody, větrný mlýn a větrné čerpadlo, se poprvé objevily v 9. století v dnešním Íránu, Afghánistánu a Pákistánu. Byly mimo jiné ke zpracovávání cukrové třtiny v prvních cukrovarech. v 9. a 10. století. Plodiny jako mandle a citrusové plody byly do Evropy přivezeny přes Al-Andalus a pěstování cukrové třtiny se postupně rozšířilo do řady oblastí Evropy. Arabští obchodníci ovládali obchod v Indickém oceánu až do příchodu Portugalců v 16. století.
Islámský svět také přijal výrobu papíru z Číny. Nejstarší papírny se objevily v Bagdádu během období vlády Abbásovců mezi lety 794–795. Znalosti o střelném prachu byly také předávány z Číny do Evropy prostřednictvím převážně islámských zemí, kde byly vyvinuty postupy pro výrobu čistého dusičnanu draselného.
Kolovrat byl vynalezen v islámském světě počátkem 11. století. Odtud se rozšířil po Evropě, kde byl později vylepšen na spřádací stroj zvaný Spinning jenny, jedno z klíčových technických zařízení během průmyslové revoluce. Klikovou hřídel vynalezl Al-Džazárí v roce 1206 a ta se později stala ústřední součástí moderních strojů, jako je parní stroj, spalovací motor a automatizace. V témže roce jako klikovou hřídel popsal poprvé Al-Džazárí také vačkovou hřídel.
V islámském světě také vznikly rané programovatelné stroje. Prvním hudebním sekvencerem, programovatelným hudebním nástrojem byl automatizovaný hráč na flétnu, který vynalezli bratři Banu Musa a popsali v jejich Knize důmyslných zařízení v 9. století. V roce 1206 Al-Džazárí vynalezl programovatelné automaty, když popsal čtyři automatové hudebníky, včetně dvou bubeníků ovládaných programovatelným bicím automatem, kde bylo možné bubeníka nastavit k hraní různých rytmů a bicích vzorů. Al-Džazárího věžové hodiny (vodou poháněný mechanický orloj) byly jedním z prvních příkladů jednoduchého programovatelného analogového počítače.
Roku 1551 v Egyptě, součásti Osmanské říše, vynalezl Taqi al-Din Muhammad ibn Ma'ruf parní turbínu. Popsal způsob otáčení rožně pomocí úzkého proudu páry, který působí na rotační lopatky po obvodu kola. Podobné zařízení pro otáčení rožně (tzv. roasting jack) bylo také později popsáno Johnem Wilkinsem v roce 1648.

### Středověká Evropa

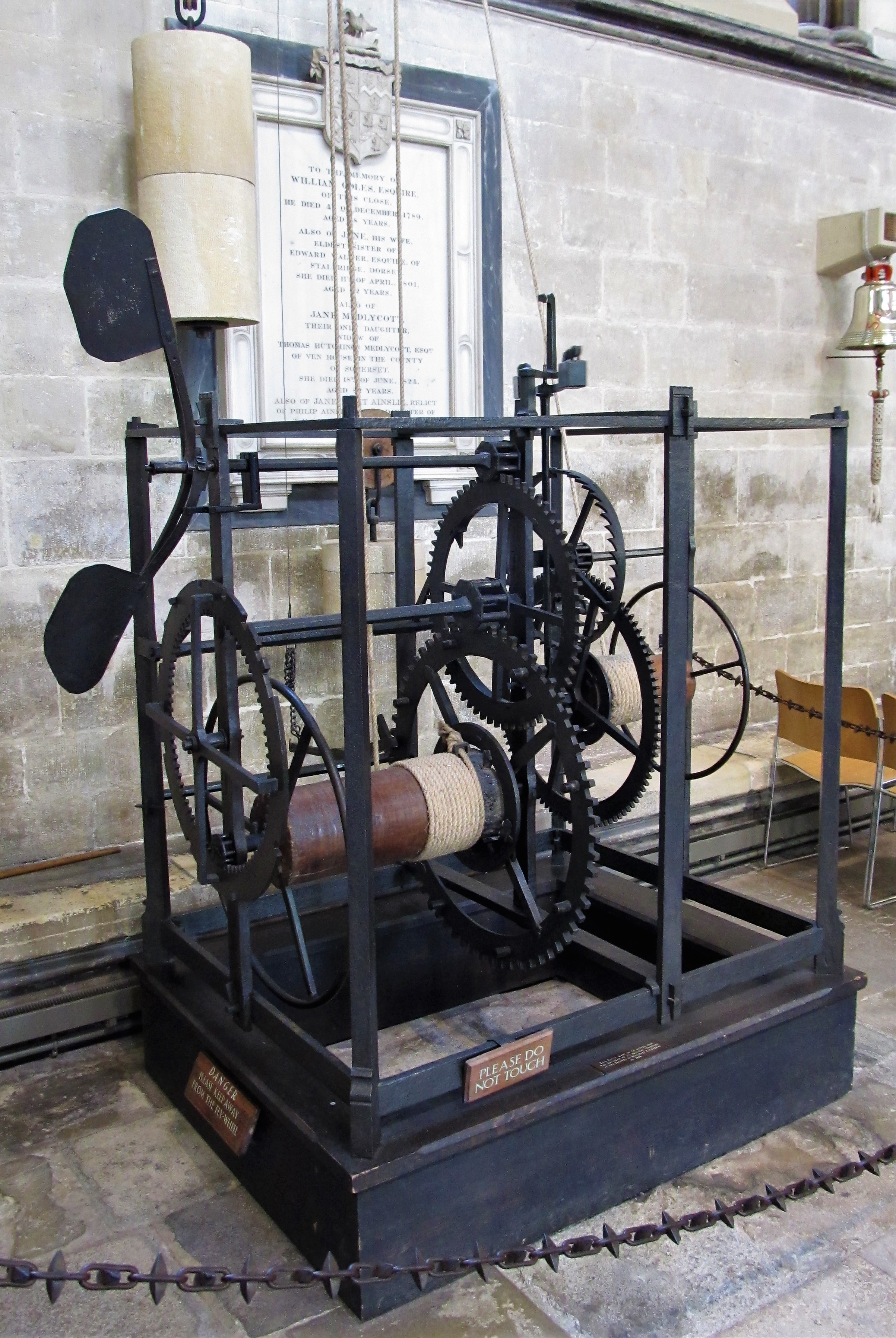
Hodiny z katedrály v Salisbury ca 1386

Mezi příspěvky evropského středověku do dějin techniky patří například mechanické hodiny, brýle, podkovy nebo větrné mlýny. Středověký důmysl se projevil také ve vynálezu zdánlivě nenápadných předmětů, jako je vodoznak nebo tlačítko. V oboru navigace byly položeny základy pozdějšímu věku zámořských objevů zavedením pantových kormidel, latinské plachty, suchého kompasu a astrolábu.
Významného pokroku bylo dosaženo také ve vojenské technice s vývojem plátového brnění, ocelových kuší a raných kanónů. Evropský středověk je také známý svým architektonickým dědictvím, např. vynálezem žebrové klenby a lomeného oblouku.
Výroba papíru, čínská technologie z 2. století, byla přenesena na Střední východ, když byla v 8. století zajata skupina čínských papírníků. Do Evropy se technika výroby papíru rozšířila po Umajjovském dobytí Hispanie. Ve 12. století byla na Sicílii založena papírna. V Evropě se vlákno na výrobu buničiny pro výrobu papíru získávalo z lněných a bavlněných hadrů. Podle historika Lynna Townsenda Whitea přispělo rozšíření kolovratů v Evropě ke zvýšení dostupnosti odpadních tkanin, což mělo vést k postupnému zlevňování papíru a umožnění šíření grafických listů a později tištěných knih.

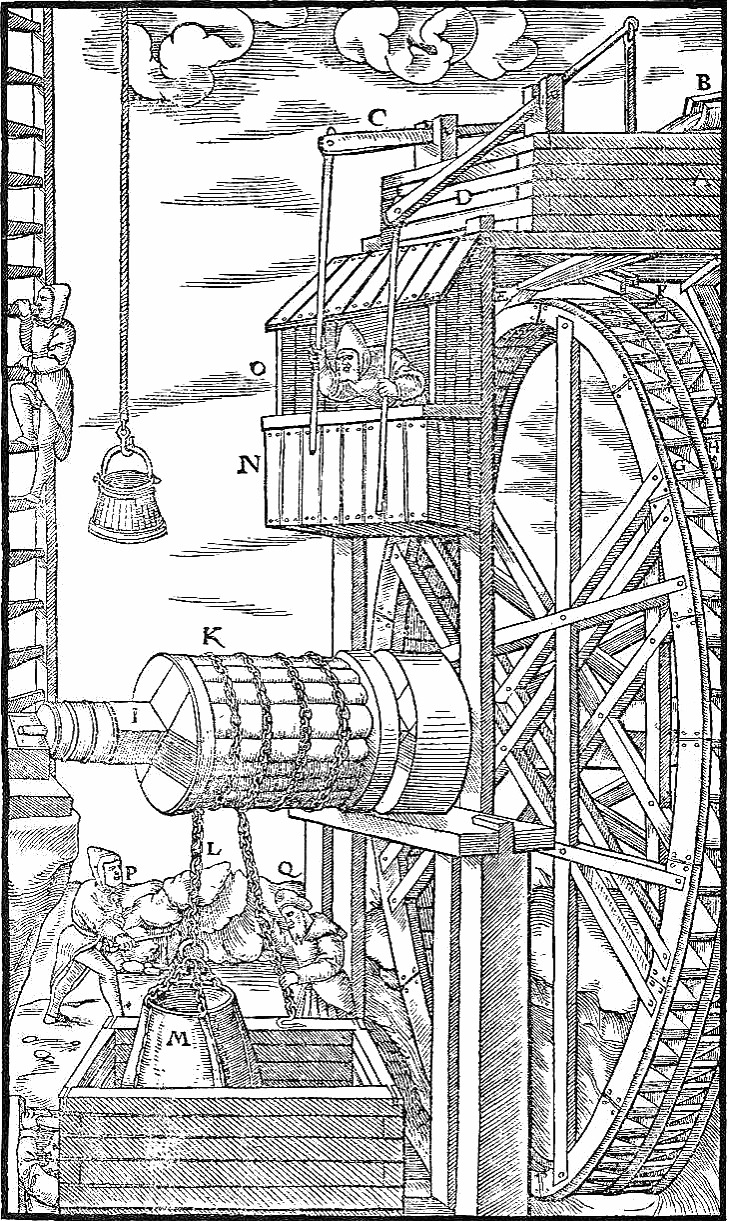
Důlní kladkostroj poháněný vodou, používaný k vytahování natěžené rudy, asi 1556

Před vývojem moderního inženýrství používali matematiku řemeslníci, jako byli mechanici, hodináři, výrobci nástrojů, zeměměřiči a stavitelé. Tito řemeslníci přispívali před nástupem osvícenství k technickému pokroku více než univerzity, které se tehdy zabývaly spíše humanitními obory. :s.32
Stav evropského technického vývoje v období renesance je zaznamenán v Agricolově díle De re metallica libri XII z roku 1556, které obsahuje oddíly o geologii, hornictví a chemii. De re metallica libri XII byla hlavním spisem v oboru chemie dalších 180 let.
Mezi používanými vodními mechanickými zařízeními byly mlýny na roztloukání rudy, buchary, kovářské měchy a sací čerpadla.
Kvůli odlévání děl se ve Francii v polovině 15. století začala ve větší míře používat vysoká pec, poprvé použitá v Číně ve 4. století př. n. l.
Vynález tiskařského lisu se skládanými litinovými písmeny, jehož lisovací mechanismus byl odvozen ze šroubového lisu na olivy kolem roku 1441, vedl k obrovskému nárůstu počtu knih a počtu vydaných titulů. Tento lis byl významným pokrokem oproti lisu s keramickými písmeny, který se v Číně používal už několik století, i oproti tiskařskému lisu s dřevořezy, který se datoval ještě dále.
V renesanci byla objevena lineární perspektiva, dvouplášťové kopule nebo bastionové pevnosti. Knihy renesančních umělců-inženýrů, jako byli Taccola nebo Leonardo da Vinci, poskytují vhled do tehdy známé a používané mechanické techniky. Filippo Brunelleschi získal jeden z prvních patentů, který chránil jím navržený stavební jeřáb. Vojenská technologie se rychle rozvíjela s široce používanými kušemi a stále silnějším dělostřelectvem.
Vylepšená plachetnice, tzv. karaky, otevřely cestu věku zámořských objevů a evropské kolonizaci Ameriky Námořní objevitelé jako Vasco da Gama, Pedro Alvares Cabral, Fernão de Magalhães nebo Kryštof Kolumbus prozkoumávali svět při hledání nových obchodních cest do Afriky, Indie a Číny a aby urychlili přepravu ve srovnání s tradičními cestami po zemi. Vznikaly nové mapy, které umožnily následným námořníkům prozkoumávat stále vzdálenější oblasti. Navigace však byla obecně obtížná kvůli problémům při měření zeměpisné délky a absenci přesných námořních chronometrů.

## Novověk

### Před průmyslovou revolucí

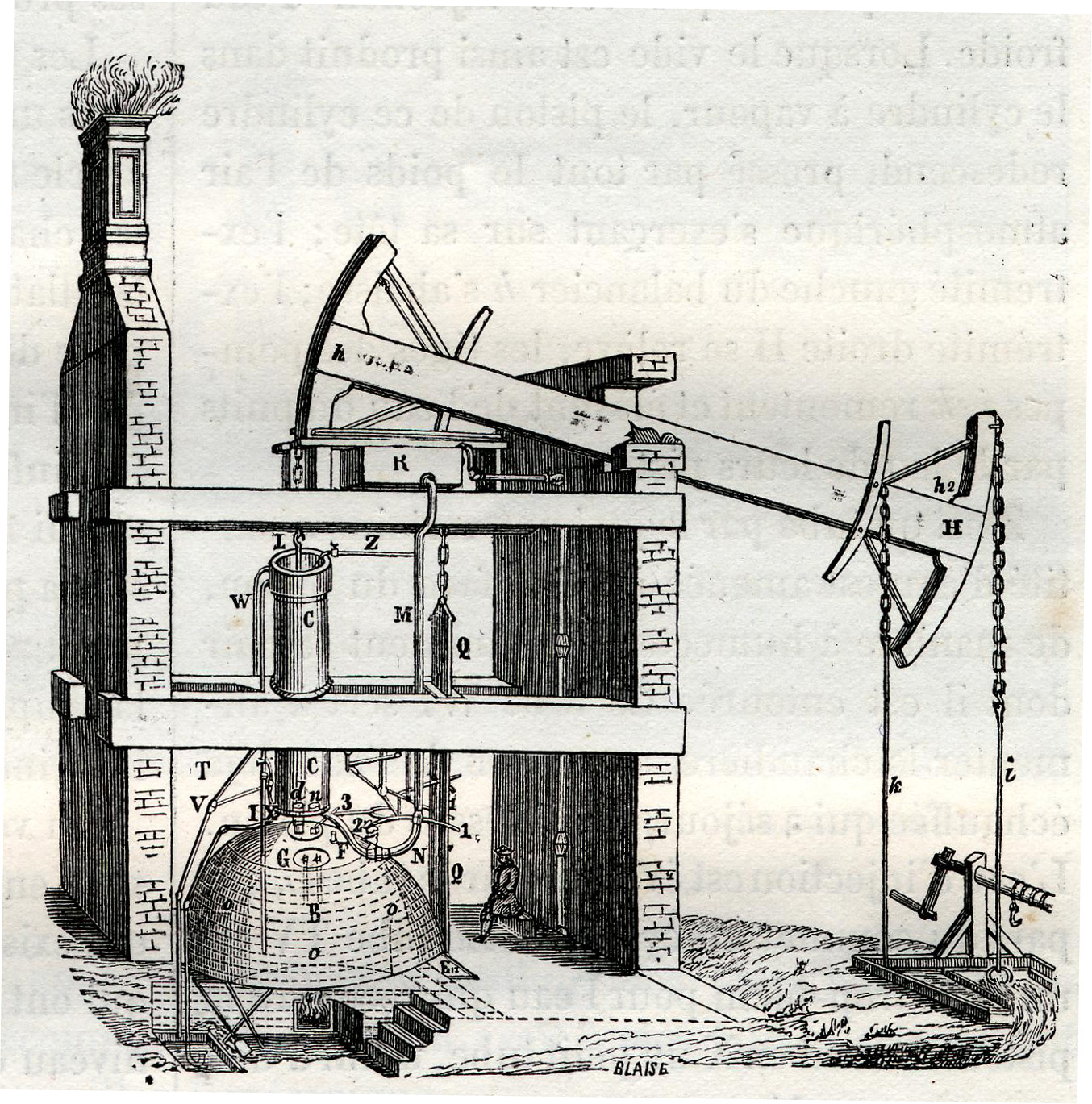
Newcomenův parní stroj pro čerpání vody z dolů

Ruční pletací stav, který byl vynalezen v roce 1598, zvýšil počet uzlů, které byl pletař schopen uplést ze 100 za minutu na 1000 za minutu.
Doly byly čím dál hlouběji a vyčerpávání vody z dolů pomocí koňmi poháněných řetězových čerpadel a dřevěných pístových čerpadel bylo nákladné. Některé doly za účelem čerpání vody zaměstnávaly až 500 koní. Koňmi poháněná čerpadla byla nahrazena Saveryho parním čerpadlem (1698) a později Newcomenovým parním strojem (1712).

### První průmyslová revoluce (1760–1830)
Průmyslová revoluce byla poháněna levnou energií ve formě uhlí, vyráběného ve stále větším množství z bohatých zdrojů v Británii. V Británii došlo během průmyslové revoluce k rychlému vývoji v oblastech textilních strojů, těžby, metalurgie a dopravy, byl zdokonalován parní stroj a vyráběny první obráběcí stroje.

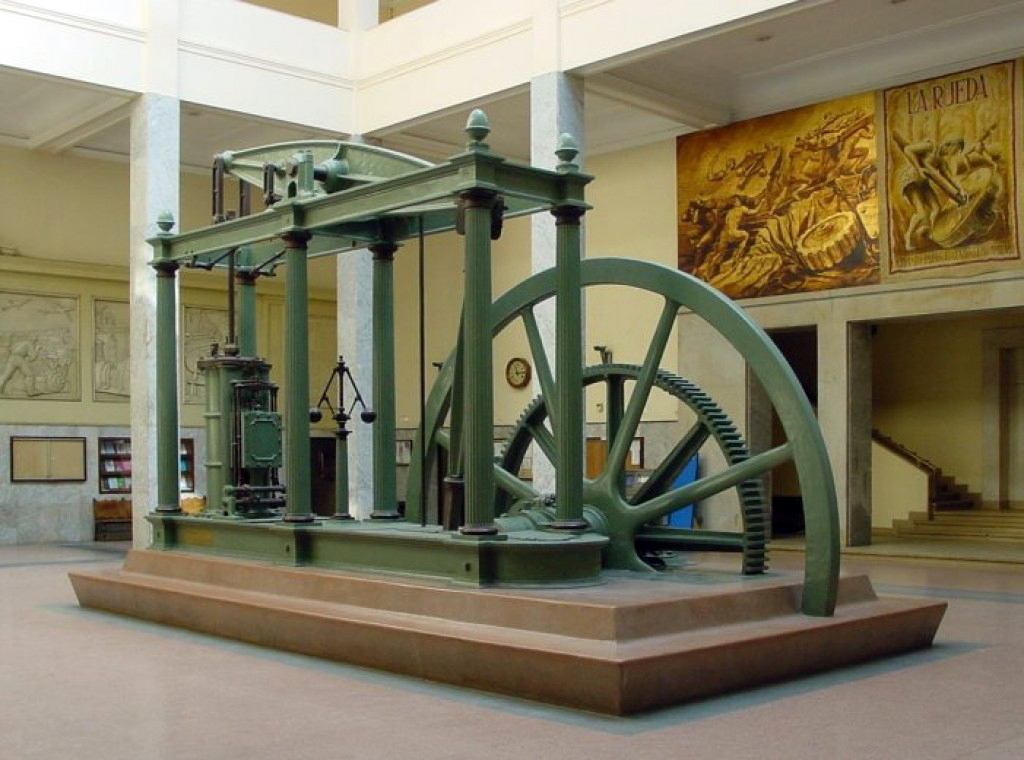
Wattův parní stroj

Před vynálezem strojů pro předení příze a tkaní látky se předlo pomocí kolovratu a tkaní se provádělo na tkalcovském stavu ovládaném rukama a nohama. Jednomu tkalci dodávalo přízi tři až pět přadlen. Vynález létajícího člunku v roce 1733 zdvojnásobil výkon tkalce a vytvořil nedostatek přadlen. Válečkové průtahové ústrojí pro vlnu byl vynalezen v roce 1738. V roce 1764 byl vynalezen spřádací stroj zvaný Spinning jenny, tři roky nato dopřádací stroj Waterframe patentovaný Richardem Arkwrightem. Další inovací byl dopřádací stroj Spinning mule, patentovaná v roce 1779 Samuelem Cromptonem Tkalcovský stav vynalezl Edmund Cartwright v roce 1787.

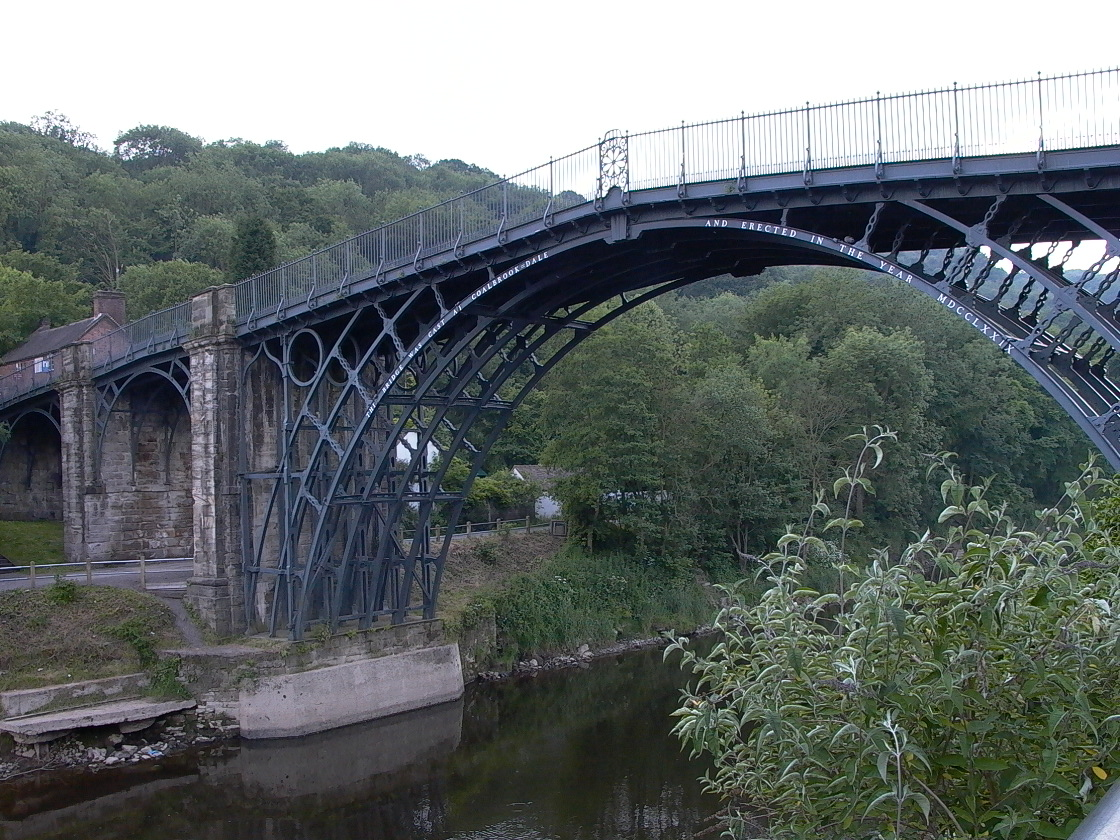
První litinový most na světe stojí poblíž Coalbrookdale v Británii (1779)

V polovině padesátých let 18. století byl parní stroj aplikován v odvětvích, které byly doposud omezeny vodním pohonem vysokých pecí - ve zpracovatelství železa, mědi a olova. Parní motory byly pro kožené měchy vysokých pecí příliš silné, takže v roce 1768 byly vyvinuty litinové foukací válce. Parou poháněné vysoké pece dosahovaly vyšších teplot, což umožňovalo použití většího množství vápna ve vstupu. Struska bohatá na vápno při dříve dosahovaných teplotách nebyla plně roztavená. Při dostatečném poměru vápna reaguje síra z uhelného nebo koksového paliva se struskou a síra tak nekontaminuje železo. Uhlí a koks se staly levnějším a dostupnějším palivem, což zapříčinilo významný nárůst výroby železa v posledních desetiletích 18. století. Uhlí přeměněné na koks pohánělo vysoké teploty ve vysokých pecích a vyrábělo litinu v mnohem větším množství než dříve, což umožnilo vznik litinových mostních konstrukcí.

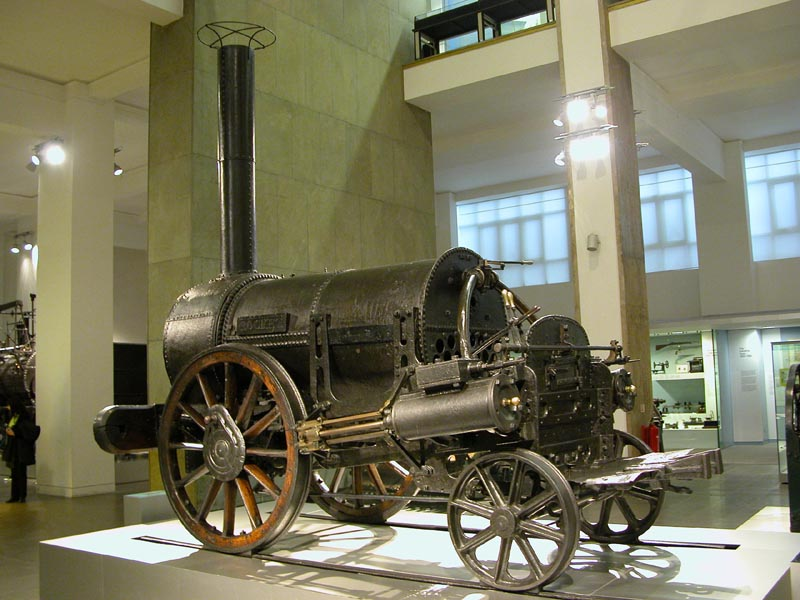
Jedna z prvních parních lokomotiv zvaná Rocket

Parní stroj pomohl s čerpáním vody z dolů, takže bylo možné získat přístup k větším zásobám uhlí a zvýšila se produkce uhlí. Vývoj vysokotlakého parního stroje umožnil vznik parních lokomotiv, které způsobily revoluci v dopravě. Železnice z Liverpoolu do Manchesteru, první účelová železniční trať, byla otevřena v roce 1830 a lokomotiva Rocket Roberta Stephensona byla jednou z prvních použitých. Parní stroj byl dále použit pro vývoj parníků.
Od počátku 19. století byla v různých odvětvích zaváděna sériová výroba.

### Druhá průmyslová revoluce (1860–1914)

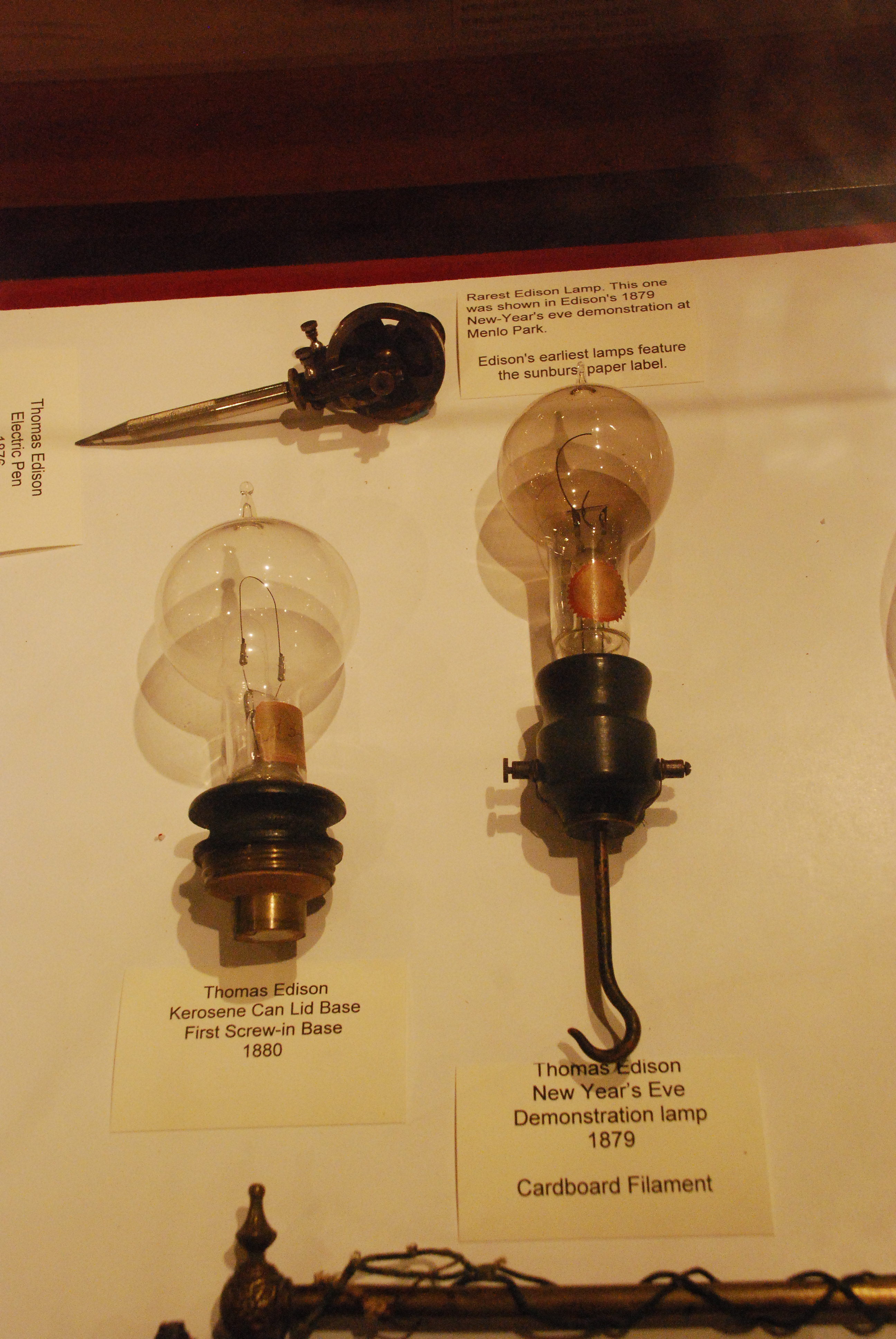
Edisonovy elektrické žárovky 1879–80.

V 19. století došlo k ohromujícímu vývoji v dopravě, stavebnictví, výrobě a komunikační technice v Evropě. Po recesi na konci třicátých let 19. století a obecném zpomalení technického vývoje byla druhá průmyslová revoluce obdobím rychlých inovací a industrializace, které začaly v šedesátých letech nebo kolem roku 1870 a trvaly až do první světové války. Druhá průmyslová revoluce zahrnovala rychlý technický rozvoj v chemických, elektrických, ropných a ocelářských odvětvích a také vyšší strukturalizaci technického výzkumu.
Telegrafie se v 19. století vyvinula v prakticky použitelnou techniku, která pomáhá bezpečně provozovat železnice. Spolu s rozvojem telegrafie došlo k patentování prvního telefonu v březnu 1876 Alexanderem Grahamem Bellem.
V návaznosti na zdokonalení vývěv a na výzkum nových materiálů se koncem 70. let 19. století dostaly na trh první prakticky použitelné žárovky. Tento vynález měl hluboký dopad na organizaci práce, protože továrny nyní mohly bez omezení vyrábět i v noci a zaměstnávat pracovníky ve druhé a třetí směně.
Výroba obuvi byla mechanizována v polovině 19. století. K hromadné výrobě šicích strojů a zemědělských strojů, jako jsou sekačky, došlo v polovině až na konci 19. století. Jízdní kola se začala sériově vyrábět od 80. let 19. století.
Šířily se továrny na parní pohon. celokovové pancéřované válečné lodě byly poprvé nasazeny v bojích v 60. letech 19. století a sehrály roli při otevírání trhů Japonska a Číny pro západní mocnosti.

## 20. století

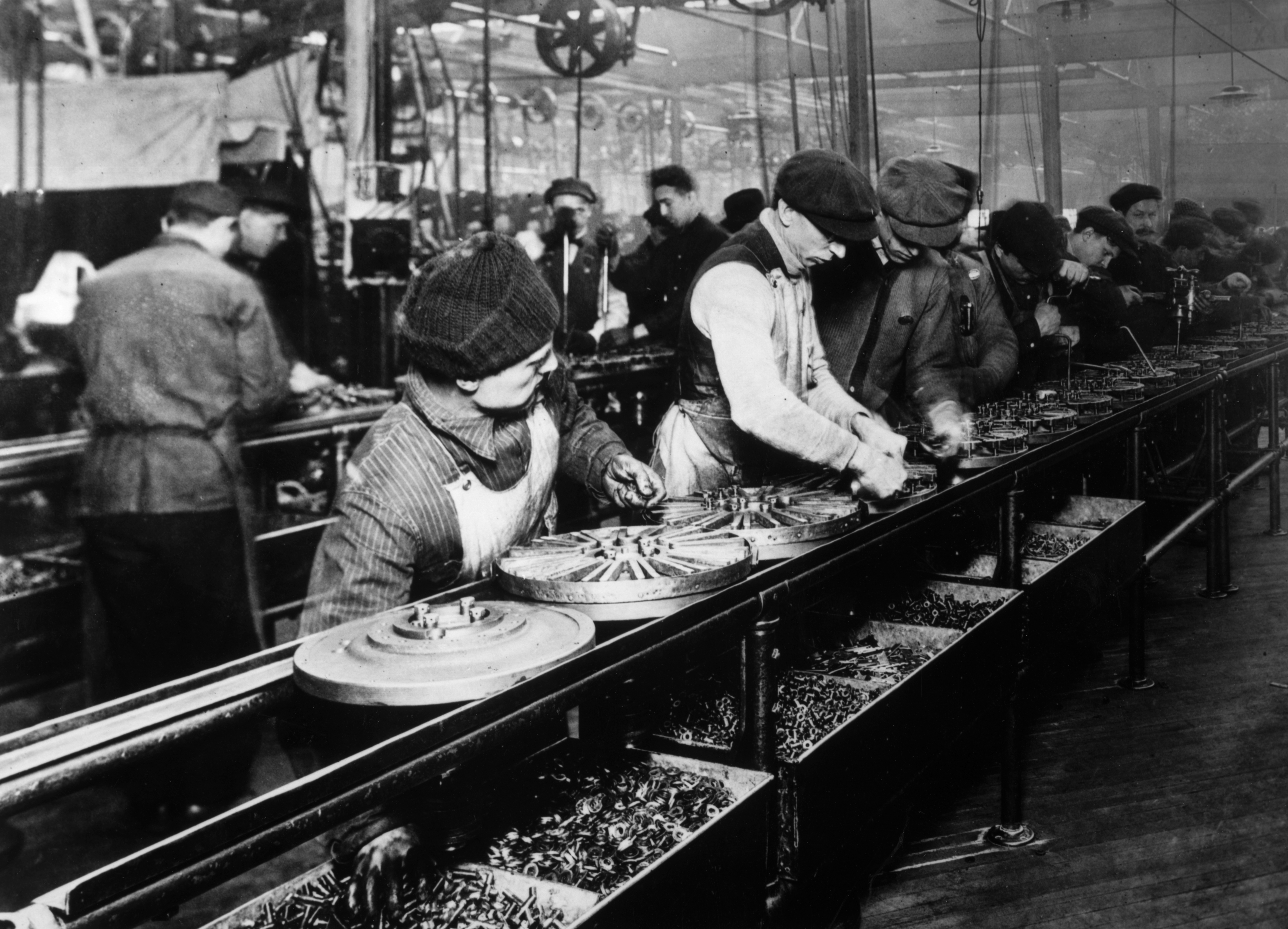
Montážní linka ve firmě Ford, 1913.

Sériová výroba přinesla automobily a další zboží masám spotřebitelů. Vojenský výzkum urychlil vývoj v oblastech elektronické výpočetní techniky a proudových motorů. Rozhlas a telefonie se výrazně zlepšily a rozšířily mezi větší množství uživatelů a později se na začátku 10. let 21. století staly díky mobilním telefonům všeobecně dostupnými i pro obyvatele rozvojových zemí.
Pokrok v energetice a technice motorů představovala jaderná energii, poprvé vyvinutá v rámci projektu Manhattan, kterým započal tzv. atomový věk. Vývoj raket dospěl až k raketám dlouhého doletu a k úspěšnému použití první umělé zemské družice Sputnik 1 v roce 1957.
Ve 20. století také rychle postupoval proces elektrifikace. Na začátku století byla elektrická energie z velké části k dispozici pouze bohatým lidem v několika velkých městech, ale v době, kdy byla v roce 1990 vynalezena síť World Wide Web, mělo elektrickou energii přibližně 62 procent domácností po celém světě, včetně přibližně třetiny domácností ve venkovských oblastech rozvojového světa.
V průběhu 20. století se rozšířila také antikoncepce. Koncem 70. let byly elektronové mikroskopy dostatečně silné, že spolu s pokrokem v genetických znalostech umožnily vznik genetického inženýrství.
První „dítě ze zkumavky“ Louise Brown se narodila v roce 1978, což vedlo k prvnímu úspěšnému porodu dítěte z těla náhradní matky v roce 1985 a prvnímu těhotenství po intracytoplazmické injekci spermatu do vajíčka, které úspěšně proběhlo o šest let později. Preimplantační genetická diagnostika byla poprvé provedena na konci roku 1989 a vedla k úspěšným porodům v červenci 1990.
Zvýšená potřeba analýzy velkého množství dat a potřeba lepší komunikace při provozování mezinárodních výzkumných programů, jako byl projekt lidského genomu a Velký elektron-pozitronový urychlovač částic v CERNu způsobila, že výzkumníci začali více využívat internetové protokoly a dalo Timovi Berners-Leeovi důvod vytvořit World Wide Web.
Praxe očkování se od 80. let 20. století poměrně rychle rozšířila do rozvojového světa, což výrazně snížilo dětskou úmrtnost v mnoha chudých zemích s omezenými zdravotnickými zdroji.

## 21. století

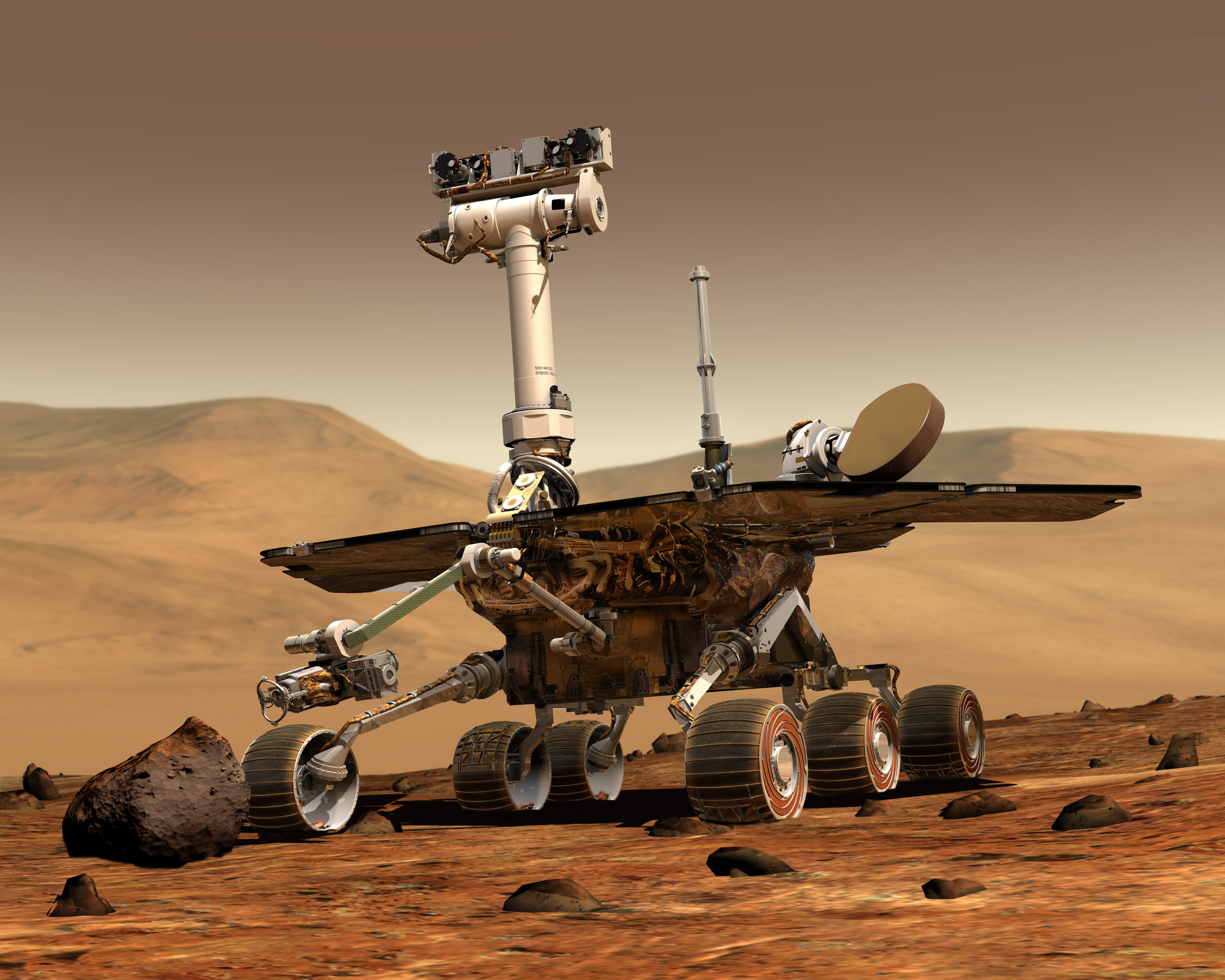
Průzkumná vozítka Mars Exploration Rovers poskytla obrovské množství informací tím, že fungovaly mnohem déle než původně NASA odhadovala.

Od počátku 21. století probíhá výzkum v oblasti kvantových počítačů, genové terapie (zavedeno v roce 1990), 3D tisku (představeno v roce 1981), nanotechnologií (představeno v roce 1985), bioinženýrství / biotechnice, jaderné technice, nových pokročilých materiálů (např. Grafenu). V oboru vojenství byly vyvinuty motory scramjet pro nadzvukové letouny a vojenské drony schopné nosit elektromagnetická děla.
Ve fyzice se začalo využívat supravodivosti, memristorů, LED diod, fotovoltaických článků, integrované obvodů, palivových článků nebo bezdrátových napájecích zařízení.
V informatice a jí příbuzných oborech byla vyvinuta zařízení rozšířené reality, nositelná elektronika a vznikly nové obory jako jsou umělá inteligence, těžba dat nebo blockchain.
Snad nejvýznamnějším výzkumným nástrojem v oblasti fyziky postaveným v 21. století je Velký hadronový urychlovač, největší jednotlivý stroj, jaký byl kdy vyroben. O lepší porozumění fyzice částic se také další urychlovače částic a neutrinové detektory a vědecká zařízení jako LIGO začaly detekovat gravitační vlny. V nultých letech byla také dokončena Mezinárodní vesmírná stanice.
Techniky genetického inženýrství se nadále zlepšují a je rozpoznáván význam epigenetiky pro lidský vývoj a dědičnost.

## Měření technického pokroku
Mnoho sociologů a antropologů vytvořilo sociální teorie zabývající se sociální a kulturní evolucí. Někteří, jako Lewis H. Morgan, Leslie White a Gerhard Lenski, prohlásili, že technický pokrok je hlavním faktorem, který řídí vývoj lidské civilizace. Morganova teorie tří hlavních fází sociální evoluce zahrnuje divokost, barbarství a civilizaci. Tyto fáze od sebe mají dělit právě milníky dějin techniky, jako je počátek využívání ohně. Leslie White tvrdila, že měřítkem, podle kterého lze posoudit vývoj kultury, byla energie.
Pro Leslie White je „primární funkcí kultury “ „využití a ovládání energie“. Rozlišuje mezi pěti fázemi lidského vývoje: V první fázi lidé využívají energii svých vlastních svalů. Ve druhém využívají energii domestikovaných zvířat. Ve třetím využívají energii rostlin (zemědělská revoluce). Ve čtvrtém se učí využívat energii přírodních zdrojů: uhlí, ropu, plyn. V pátém využívají jadernou energii. Podle jejích vlastních slov „kultura se vyvíjí, jak se zvyšuje množství energie využívané na obyvatele za rok, nebo jak se zvyšuje účinnost instrumentálních prostředků k uvádění energie do práce“. Podobně Nikolaj Kardašov extrapoloval svou teorii a vytvořil Kardašovovu stupnici, která kategorizuje využívání energie ve vyspělých civilizací.
Gerhard Lenski se ve svém přístupu k měření technického pokroku zaměřuje na informace. Čím více informací a znalostí (zejména umožňujících utváření přírodního prostředí) má daná společnost, tím je vyspělejší. Popisuje čtyři etapy lidského vývoje, založené na pokroku v historii komunikace. V první fázi jsou informace předávány geny. Ve druhém, když lidé získají cítění, mohou se učit a předávat informace prostřednictvím zkušeností. Ve třetím začnou lidé používat znamení a rozvíjet logiku . Ve čtvrtém mohou vytvářet symboly, rozvíjet jazyk a psaní. Pokrok v komunikační technologii se podle Lenskiho promítá do pokroku v ekonomickém systému a politickém systému, rozdělení bohatství, sociální nerovnosti a dalších oblastech společenského života. Také rozlišuje společnosti na základě jejich úrovně technologie, komunikace a ekonomiky na:
- společnost lovců a sběračů,
- jednoduchou zemědělskou společnost,
- pokročilou zemědělskou společnost,
- průmyslovou společnost,
- speciální (například rybářské společnosti).

V ekonomii je měřítkem technického pokroku produktivita. Produktivita se zvyšuje, když se při výrobě jednotky výstupu použije méně vstupů (především práce a kapitál, ale také energie a materiály). Dalším ukazatelem technologického pokroku je vývoj nových produktů a služeb, který je nezbytný k vyrovnání nezaměstnanosti, která by jinak vedla ke snížení vstupů pracovních sil. Ve vyspělých zemích růst produktivity od konce 70. let zpomaluje; růst produktivity však byl vyšší v některých hospodářských odvětvích, jako je výroba. Tato fáze se označuje jako postindustriální.